# Bile (keltische Mythologie)
Bile gilt in der keltisch-/irischen Mythologie des Lebor Gabála Érenn als Vater Mileds, des Stammvaters der Gälen und ist offenbar mit dem walisischen Beli (siehe Beli Mawr) identisch. Das kymrische Etymon von Beli ist lautgesetzlich das irische Bile, doch gibt es zu beiden Formen keine überzeugende Etymologie. Ebenfalls ein Zusammenhang besteht mit den Namen des Festes Beltane und den Gottheiten Belenus und Belisama.
Eine keltische Wurzel *bil- oder *bel-, die „leuchten“, „glänzen“, „strahlen“ bedeutet, liegt vermutlich allen diesen Formen zugrunde.